# Арлейко
Арле́йко (Орлейко; бел. Арле́йка) — озеро в Городокском районе Витебской области Белоруссии. Относится к бассейну реки Лужесянка.

## Описание
Озеро Арлейко располагается в 24 км от города Городок, возле деревни Стырики.
Площадь поверхности составляет 0,41 км², длина — 2,02 км, наибольшая ширина — 1,5 км, длина береговой линии — 4,04 км. Наибольшая глубина — 2,9 м, средняя — 2 м. Объём воды в озере — 0,82 млн м³. Площадь водосбора — 24 км².
Котловина озера термокарстового типа, лопастной формы, вытянутая с юго-запада на северо-восток. Склоны пологие, песчаные, распаханные, высотой 2—4 м. Береговая линия извилистая. Берега песчаные, поросшие кустарником.
Подводная часть котловины пологая. Глубины до 2 м занимают до 34 % площади озера. Мелководье песчаное, глубже дно покрыто кремнезёмистым сапропелем.
Минерализация воды достигает 100 мг/л, прозрачность — 0,8 м. Водоём подвержен эвтрофикации. Впадает ручей из озера Плав. Озёра Арлейко и Вымно связаны протокой.
В озере Арлейко обитают лещ, щука, окунь, плотва, линь, карась, уклейка, судак и другие виды рыб. Отмечены гнездования гоголя обыкновенного — редкой птицы, ранее занесённой в Красную книгу Республики Беларусь, но в 2016 году исключённой из списка охраняемых видов.